# Cartoon Network (Canadá)
O Cartoon Network é um canal canadense especializado na língua inglesa baseado no canal americano do mesmo nome, que transmite programas animados voltados para crianças e adolescentes. Até 3 de março de 2019, o canal tinha uma contraparte noturna, Adult Swim, que tem como alvo jovens adultos. O canal é de propriedade da subsidiária da Corus Entertainment, Teletoon Canada, Inc., com as marcas em uso por meio de um contrato de licenciamento de marca com a WarnerMedia nos Estados Unidos. O CRTC classifica a rede como um serviço discricionário.
Como na maioria dos canais canadenses, é uma operação de alimentação dupla com agendas e feeds separados da Oriental e do Pacífico. Em setembro de 2015, ele estava disponível em 5 milhões de famílias em todo o país.
O canal transmite a maior parte dos dias atuais programação veiculada pela Cartoon Network nos Estados Unidos, juntamente com alguns programas da rede irmã Teletoon para atender orientações de seu conteúdo canadense. Além disso, algumas programações externas como Angry Birds Toons, Turning Mecard e The Jungle Bunch são também realizada no canal.

## História
Depois de obter uma licença do CRTC em novembro de 2011 para o serviço Teletoon Kapow, a Teletoon Canada (uma joint venture da Astral Media e Corus Entertainment) anunciou em fevereiro de 2012 o lançamento da Cartoon Network e o bloco de programação Adult Swim no Canadá. O canal foi lançado em 4 de julho de 2012. Em preparação, foram introduzidos blocos de programação para Teletoon e Teletoon Retro.